# 2011年8月中國大陸

## 8月1日
- 山东泰安一行政村人事分歧引争斗，村委书记被摔死，镇政府不承认因公殉职。

## 8月4日
- 国家体育总局冬季运动管理中心宣布，撤销两届冬奥会冠军得主、短道速滑名将王濛国家队队长的职务，取消她的国家队队员资格。新华网 Archive.today的存檔，存档日期2013-04-28
- 媒体披露福建晋江灵源街道大山后社区3800多村民涉及金额过亿元的征地补偿费五年不到位，官员反称其为“土匪”（新华网 Archive.today的存檔，存档日期2013-04-28、腾讯网（页面存档备份，存于））。

## 8月10日
- 改造一新并着淡灰蓝色涂装的“瓦良格”号航母在拖轮的协助下，首次驶离停靠8年之久的大连港码头，开始进行第一次海试航行。
- 云南省保山市腾冲县芒棒镇的5.2级地震,4万余人受伤
- 由瓦良格号改建的中国首艘航空母舰出海试航（人民网（页面存档备份，存于）、联合早报网（页面存档备份，存于））。

## 8月11日
- 根据世界卫生组织发布的数字，我国的剖宫产率为46.2%，是世界卫生组织推荐上限的3倍以上，居世界第一。据我国专家估计，目前，全国的剖宫产率为50%—60%。中国网络电视台（页面存档备份，存于）
- 云南省迪庆藏族自治州政府11日证实，当日早6时左右，国道214线香德二级公路五合同段白马雪山3号隧道于突发坍塌事故，造成8名施工人员被困。迪庆人民政府（页面存档备份，存于）
- 贵州省黔西县因城管暴力执法引发上万名民众上街抗议，并与警方发生冲突，最少五辆执法车辆被掀翻。德国之声中文网（页面存档备份，存于）
- 中国北车集团宣布，主动请求召回其在京沪高铁运营的CRH380BL型动车组。新华网 Archive.today的存檔，存档日期2013-04-28
- 国务院“7·23”甬温线特别重大事故调查组在温州召开第三次全体会议。调查组组长骆琳称，“通过调查，可以认定，这是一起不该发生的，完全可以避免和防范的重大责任事故”。新浪（页面存档备份，存于）

## 8月12日
- 为期12天的第26届世界大学生运动会在广东省深圳市开幕（深圳大运会官网、新华网（页面存档备份，存于））。

## 8月13日
- 安徽省合肥新站综合开发试验区（瑶海区境）沿河村刘士胜好心办“坏事”，便车带人出车祸致老人亡故，多次揍钱遭老人家属婉拒被传为美谈（新华网（页面存档备份，存于））。

## 8月14日
- 辽宁大连有大批市民到市政府请愿，要求搬走一家生产有毒化工原料对二甲苯的石化厂，其间与警察发生推挤。BBC中文网（页面存档备份，存于）
- 中国羽毛球队于英国伦敦举行的第19届世界羽毛球锦标赛中，囊括全部五项冠军，这是继1987和2010年之后第三个大满冠。
- 贵州省盘县过河口煤矿发生瓦斯爆炸，10人遇难（中国煤炭新闻网（页面存档备份，存于））。
- 广州3年轻男女相约吃安眠药烧炭自杀，1人身亡，2人中途退出未实施救助以故意杀人罪被批捕（（页面存档备份，存于））。

## 8月16日
- 中共中央政治局常委、国务院副总理李克强抵达香港，进行为期三天的访问。 （央視《新聞聯播》（页面存档备份，存于） 、联合早报网）
  - 李克強早上乘專機到達香港國際機場，香港行政長官曾蔭權迎接。李克強表示此行是要出席國家「十二五」規劃與兩地經貿金融合作發展論壇，又會與社會各界和市民接觸交談，冀能加深對香港的瞭解，體會香港的新變化。
  - 李克強在下榻的酒店會見香港行政長官曾蔭權，聽取近期香港形勢和特區政府工作情況彙報。李表示在中央政府、特區政府和香港各界共同努力下，就一定能夠把香港建設、發展得更美好，對香港的未來充滿信心。
  - 李克強又在下榻的酒店與香港工商專業界團體代表會面，他表示工商專業界人士發揮不可替代的作用，內地將進一步擴大對港服務業開放，相信他們定會把握機遇，與內地一道實現更大發展。
  - 李克強分別又到觀塘平田村及麗港城探望退休工人和工程師，李克強表示特區政府將繼續想方設法幫助基層市民改善生活，中央政府也會盡力給予支援，冀市民續發揮專業特長，創造更美好的生活。
- 中华慈善总会遭遇慈善诚信危机（尚德门事件），因“尚德电力杯”第五届中国青少年创意大赛获赠款物涉嫌非法拍卖事件遭披露（新华网 Archive.today的存檔，存档日期2013-04-28、环球网（页面存档备份，存于））。
- 北京定点取缔民工子弟学校事件广受关注，预计有1.4万名学生面临失学的危险（东方早报、凤凰网（页面存档备份，存于）、东方早报和讯新闻）。
- 中共中央政治局常委、国务院副总理李克强抵达香港，进行为期三天的访问（联合早报网）。

## 8月17日
- 美国副总统拜登抵达北京，开始对中国为期五天的访问（新华网、美国中文网（页面存档备份，存于））。
- 管理15亿元资金，24岁的中非希望工程执行主席兼秘书长卢星宇遭疑问（商都房产网[]、新浪网（页面存档备份，存于））。

## 8月18日
- 中信银行、兴业银行、邮政储蓄银行违规收取账户密码挂失费被重罚（金融界（页面存档备份，存于）、凤凰网（页面存档备份，存于））。
- 山东高考4万招生计划落空，多数院校无生可录（大众网（页面存档备份，存于）、齐鲁网[]、腾讯网（页面存档备份，存于））。
- 中国国家统计局公布，7月份70个大中城市新建房屋价格，除海南三亚以外其余维持涨势（和讯网、凤凰网（页面存档备份，存于））。
- 中国酒泉卫星发射中心长征二号丙发射的“实践十一号04星”，因飞行过程中发生故障，未进入预定轨道（四川新闻网、中国经济网）。
- “蛟龙号”载人潜水器在完成一系列5,000米级海试后返回江苏江阴苏南国际码头（搜狐网（页面存档备份，存于）、环球网）。
- 在华盛顿特区举行的北美无人机系统展（Unmanned Systems North America）上，中国深圳一电科技研发的F50无人机首次亮相美国（新民网（页面存档备份，存于）、华尔街日报中文版）。
- 引发内蒙古蒙族人大规模抗议事件的主角，开运煤车压死牧民的汽车司机李林东被执行了死刑。法国国际广播电台（页面存档备份，存于）

## 8月19日
- 1988年3月13日，扑灭山火遇难的14岁四川“英雄少年”赖宁雕像回迁山西太原杏花岭区东仓巷并举行安放仪式
- 中国内地在传销重灾区——广西开展专项打击行动 凤凰网（页面存档备份，存于）
- 中国深圳一家电子科技有限公司生产的F50无人机，在美国华盛顿特区举行的北美无人机系统展受关注。凤凰网（页面存档备份，存于）
- 16时30分左右，内蒙古自治区乌海市海南区长富煤矿发生透水事故，6名矿工被困后全部遇难（凤凰网（页面存档备份，存于）、腾讯网（页面存档备份，存于））。

## 8月20日
- 广东深圳龙岗区清洁工、重庆忠县金鸡镇桂林村人徐明权，捡到装有百余万现金运钞箱主动归还失主（（页面存档备份，存于））。
- 安徽省合肥市一在校女大学生4元买彩票（双色球11100期），中1,786万元大奖。

## 8月21日
- 《安徽法制报》记者、腾讯社会名人博客宾语（网名），因根据安徽电视台所播出节目及爆料人提供的证据，发表网络日志(blog)《合肥农妇遭强拆致坠楼重伤被称“意外”》，于今天再次被警方带走。警方次日表示，发帖人王某通过QQ与一被拆迁户联系，“未经核实”发表博文，根据《治安管理处罚法》第二十五条规定，对王某处以行政拘留10天的处罚。羊城晚报/凤凰网（页面存档备份，存于）

## 8月22日
- 安徽省政府宣布撤销地级巢湖市。以原地级巢湖市居巢区的行政区域设立县级巢湖市。新巢湖市由合肥市代管。庐江县划归合肥，无为县与和县的沈巷镇划归芜湖、含山县与和县（不含沈巷镇）划归马鞍山市管辖。

## 8月23日
- 黑龙江省勃利县恒太煤矿发生透水事故，26人被困，22人生还（搜狐网（页面存档备份，存于）、雅虎网）。
- 被奉为中国内地第一部中小学性教育教材《成长的脚步》遭热议，北京市教委予以正面回复（新华网）。

## 8月24日
- 8月24日至26日，十一届全国人大常委会第二十二次会议召开，会议表决通过全国人大常委会关于《中华人民共和国香港特别行政区基本法》第十三条第一款和第十九条的解释，通过了全国人大常委会关于批准《东南亚友好合作条约第三修改议定书》的决定，批准了这一议定书[1][2]。

## 8月25日
- 河南省漯河市“全票当选”的市长吕清海在任49天被“双规”（正义网（页面存档备份，存于））。
- 公安部宣布，全球最大中文色情网站联盟“阳光娱乐联盟”被捣毁，核心成员王勇在美国落网（半岛网、优酷网（页面存档备份，存于））。
- 湖北新闻网载，湖北省浠水县洗马镇七里冲村村民周红霞用嘴哺喂车祸受伤的植物人丈夫近10年，被称为最美的妻子（湖北新闻网（页面存档备份，存于）、人民网）。

## 8月26日
- 全国人大香港基本法释法新闻发布会在京举行[3]。
- 民政部中民慈善捐助信息中心介绍，6月郭美美事件发生后，公众捐赠剧减。3-5月慈善组织接收捐赠总额62.6亿，而6-8月总额降为8.4亿，降幅86.6%。全国慈善组织受捐额剧降近9成！少掉50多亿* 浙江省乐清市房管局违规操作，年仅10岁小孩子的名字出现在经济适用房申请公示名单中，引起了众多网友的质疑（中华网（页面存档备份，存于））。！（京华时报）
- 由北海舰队培训的海军首批自主培养的歼击机新飞行员顺利结业（中国广播网（页面存档备份，存于））。

## 8月27日
- 新华社电：光良、林宥嘉、萧敬腾、张惠妹、Lady Gaga、平井坚等所演唱部分歌曲因危害国家文化安全，被文化部第三批查禁。各搜索引擎、门户网站，企业、行业以及个人网站须在9月15日前清理，否则将对网站依法查处。新京报/腾讯（页面存档备份，存于）
- 全国机场突然加强安检。部分乘客误机，机场称安检升级是相关部门统一部署。新京报/腾讯（页面存档备份，存于）

## 8月28日
- 湖北荆州纪检干部办公室身亡,被捅十余刀:身为县纪委监察一室主任、一个月前参与协助查办该县副书记贪腐案、办公室内身亡、身上有10余处刀伤，多种敏感因素叠加在一起，公安县纪委干部谢业新蹊跷死亡一案在当地引起极大关注。
- 广东广州番禺区化龙镇某工厂8名女工逛万佳服装批发广场被保安当成小偷捆绑殴打，并在市场内游街示众遭人格侮辱（网易网、新华网（页面存档备份，存于））。

## 8月29日
- 荆楚网报道：河南省安阳市杀人逃犯李辉潜逃13年，在云南省昆明市白手起家身家数千万元，热心捐助慈善身份遭暴露，被警方擒获（光明网、新华网 Archive.today的存檔，存档日期2013-04-28）。
- 四川省大竹县曾家沟煤矿发生透水事故，受困12人全部遇难（搜狐网（页面存档备份，存于））。
- 湖南卫视节目因涉及Lady Gaga和郭富城无法播出，被传遭到广电总局口授“限娱令”，港台艺人不能上娱乐节目。知情人士称早有明确规定，有港台艺人参与的卫视节目需要得到国务院文化部和广电总局批准。青年报/网易（页面存档备份，存于）
- 德國「商務日報」（ Handelsblatt）報導，中國的再生能源技術和應用領先全球，不僅價廉，也相當創新。其中太陽能的發展，德國技術輸出全世界，市佔率自50%跌落到20%。中國全球市佔率去年則提高到45%。中央社

## 8月30日
- 菲律宾总统阿基诺三世抵达北京，开始对中国为期5天的国事访问，这是阿基诺就任菲律宾总统以来首次访华（中新网（页面存档备份，存于））。
- 陕西省泾阳县王桥镇岳家坡村一采石场发生坍塌，2人身亡，厂方事后隐瞒真相（中新网（页面存档备份，存于））。
- 避高温天气，重庆市教委决定中小学推迟至9月5日开学（腾讯大渝网（页面存档备份，存于））。
- 湖南娄底煤炭商人谭干贤被提拔为娄底市林业局森林公安局局长，娄底市副市长余明庭等16名公职人员涉嫌违规遭免职、开除中共党籍或党内警告等处分（新华网 Archive.today的存檔，存档日期2013-04-28）。

## 8月31日
- 下午5时许，广西宜州市德胜中学教师宿舍4岁女童小雪莲自四楼坠下被校长潘虎接住获救，双方未造成致命伤害（中新网（页面存档备份，存于））。
- 中新社報導，國防部新聞發言人楊宇軍表示，中國首艘的航母平台試航已達到預期目標，目前正繼續在船廠進行改裝和測試工作。 中央社
- 财政部与国家税务总局联合发布通知（财税〔2011〕82号）规定，婚姻关系存续期间，房屋、土地权属由夫妻一方所有变更为夫妻双方共有免征契税（人民网（页面存档备份，存于）、金融界（页面存档备份，存于））。
- 中国石油合作单位美国康菲公司渤海湾（蓬莱19-3）钻井平台6月4日发生的溢油事件，已至少造成5500平方公里污染，这是渤海最大的一次水污染（新浪（页面存档备份，存于）、搜狐专题（页面存档备份，存于））。
- 上海高院对2010年11·15火灾8名责任人刑案二审维持原判（中新网（页面存档备份，存于））。
- 广东省紫金县临江工业区三威电池有限公司（三威公司）违法违规建设造成的“血铅事件”调查结束，责任人受处理（中新网（页面存档备份，存于））。
- 北京市20余所农民工子弟学校被拆除涉及1.4万余名民工学童，目前约8千余名被安置至其他学校，部分被迫返乡（中华网（页面存档备份，存于）、新民网（页面存档备份，存于））。
- 辽宁省沈阳市阜康心理医院病人二次上吊自杀，医生视而不见（新华网）。